# Innocentius VII
Innocentius VII, född Cosimo Gentile de’ Migliorati 1336 i Sulmona, död 6 november 1406 i Rom, var påve i Rom från 17 oktober 1404 till sin död drygt två år senare. Samtidigt var Benedictus XIII motpåve i Avignon.

## Biografi
Migliorati föddes i en enkel familj i Sulmona i Abruzzi. Han studerade kanonisk rätt, undervisade ett tag i detta i Perugia och Padua, sponsrades av sin lärare Giovanni da Legnano för en resa till Rom, där påve Urban VI tog honom till kurians tjänst. I tio år var han i England, blev 1386 biskop i Bologna, och året därpå ärkebiskop av Ravenna.
Den 18 december 1389 utsågs Migliorati av påven Bonifatius IX till kardinalpräst med Santa Croce in Gerusalemme som titelkyrka, till Kardinalskollegiets camerlengo 1396, och påven använde honom som legat i många svåra diplomatiska uppdrag. När påven dog befann sig flera delegater från motpåven Benedictus XIII i Rom. Kardinalerna avlade gemensamt en ed att vem som än skulle väljas till påve, skulle denna lägga ner tiaran om det var nödvändigt för att bilägga den stora schismen. De åtta kardinaler som deltog i påvevalet valde enhälligt Migliorati till påve den 17 oktober 1404, och han antog då namnet Innocentius VII. Ghibellinerna ställde till med upplopp när de fick höra vem som blivit påve, men Ladislaus av Neapel skyndade till Rom med sina soldater och upprättade ordningen där.
Innocentius begick ett misstag när han utsåg sin släkting till kardinal, eftersom denne lät döda elva partisaner direkt efter att de sammanträffat med påven. Händelsen ledde till uppror, och påven tvingades fly till Viterbo tillsammans med sina kardinaler och sitt hov från romarna. Än en gång ingrep Ladislaus med sina trupper, och i januari 1405 erkände romarna påvens världsliga makt igen. Denna gång försökte dock Ladislaus använda sitt övertag till att skaffa sig reell makt över Kyrkostaten, vilket ledde till att påven exkommunicerade honom.
Det första Innocentius lät göra sedan han blivit påve var att tillkalla ett möte för att lösa schismen. Politiska skäl ledde dock till att han inte kunde garantera motpåvens säkerhet, vilket motpåven använde för att hävda att Innocentius motarbetade hans ansatser att få ett slut på schismen.
Innocentius VII dog hastigt i november 1406. Han har fått sitt sista vilorum i Vatikanska grottorna under Peterskyrkan.
| Påvar under den stora schismen |
| ------------------------------ |
|                                |